# Félix Pérez Garrido
Félix Pérez Garrido (Jaén, 1918- 26 de enero de 2015) fue un político y militar español.

## Biografía
Nació en Jaén en 1918. Se afilió al Partido Comunista de España (PCE) en 1935. Tras el estallido de la Guerra civil se enroló en el Ejército Popular de la República, llegando a ejercer como jefe de Estado Mayor de la 24.ª Brigada Mixta. Al final de la contienda se exilió en la Unión Soviética, donde trabajaría en una fábrica de Járkov. Durante la Segunda Guerra Mundial se alistó como voluntario en el Ejército Rojo, siendo condecorado con la Orden de la Guerra Patria por sus acciones.
Posteriormente regesaría a España. En las elecciones de 1977 formó parte de la candidatura del PCE por la circunscripción de Jaén.